# ATP World Tour Champion
ATP World Tour Champion är en utmärkelse på den tennisspelare som vid årets slut är rankad som världsetta på ATP-rankingen. Svenska spelare som Björn Borg, Mats Wilander, och Stefan Edberg har innehaft denna utmärkelse.

## Tidigare innehavare av utmärkelsen "ATP World Tour Champion"
- 1973  Ilie Năstase (1)
- 1974  Jimmy Connors (1)
- 1975  Jimmy Connors (2)
- 1976  Jimmy Connors (3)
- 1977  Jimmy Connors (4)
- 1978  Jimmy Connors (5)
- 1979  Björn Borg (1)
- 1980  Björn Borg (2)
- 1981  John McEnroe (1)
- 1982  John McEnroe (2)
- 1983  John McEnroe (3)
- 1984  John McEnroe (4)
- 1985  Ivan Lendl (1)
- 1986  Ivan Lendl (2)
- 1987  Ivan Lendl (3)
- 1988  Mats Wilander (1)
- 1989  Ivan Lendl (4)
- 1990  Stefan Edberg (1)
- 1991  Stefan Edberg (2)
- 1992  Jim Courier (1)
- 1993  Pete Sampras (1)
- 1994  Pete Sampras (2)
- 1995  Pete Sampras (3)
- 1996  Pete Sampras (4)
- 1997  Pete Sampras (5)
- 1998  Pete Sampras (6)
- 1999  Andre Agassi (1)
- 2000  Gustavo Kuerten (1)
- 2001  Lleyton Hewitt (1)
- 2002  Lleyton Hewitt (2)
- 2003  Andy Roddick (1)
- 2004  Roger Federer (1)
- 2005  Roger Federer (2)
- 2006  Roger Federer (3)
- 2007  Roger Federer (4)
- 2008  Rafael Nadal (1)
- 2009  Roger Federer (5)
- 2010  Rafael Nadal (2) [1]

Siffran inom parentes anger vilken gång i ordningen spelaren fick utmärkelsen.
Tendensen är att flera spelare försvarat utmärkelsen, detta mycket beroende på att man ju inleder nästa säsong som världsetta och därmed har ett försprång. Amerikanen Pete Sampras innehade denna utmärkelse från 1993 till 1998 vilket inte bara är rekord i antal raka utan också rekord totalt (6 stycken).

[1] Rafael Nadal leder redan nu rankingen så överlägset att titeln år 2010 redan är bärgad.